# 코트니 B. 밴스
코트니 B. 밴스(Courtney B. Vance, 1960년 3월 12일 ~ )는 미국의 배우이다.

## 출연 작품
- 분노의 목격자
- 터미네이터 제니시스
- 미이라
- 개들의 섬 - 나레이터 역
- 벤 이즈 백
- 프로젝트 파워 - 캡틴 크레인 역
- 더 포토그래프
- 와인을 딸 시간 - 루이스 역
- 붉은 10월